# Firestone Indy 225 2004
Firestone Indy 225 2004 var ett race som var den trettonde deltävlingen i IndyCar Series 2004. Racet kördes den 29 augusti på Nazareth Speedway. Racet vanns av Dan Wheldon, vilket var hans tredje seger för säsongen. Teamkollegan Tony Kanaan fortsatte dock att bevaka sin mästerskapsledning, och med ännu en andraplats hade han ett starkt läge inför de tre sista tävlingarna på större ovaler.

## Slutresultat
| Plats | Förare            | Team                     | Grid | Kvaltid |
| ----- | ----------------- | ------------------------ | ---- | ------- |
| 1     | Dan Wheldon       | Andretti Green Racing    | 8    | 20,388  |
| 2     | Tony Kanaan       | Andretti Green Racing    | 3    | 20,205  |
| 3     | Dario Franchitti  | Andretti Green Racing    | 4    | 20,315  |
| 4     | Buddy Rice        | Rahal Letterman Racing   | 10   | 20,461  |
| 5     | Hélio Castroneves | Marlboro Team Penske     | 1    | 20,108  |
| 6     | Darren Manning    | Chip Ganassi Racing      | 5    | 20,325  |
| 7     | Adrián Fernández  | Fernández Racing         | 6    | 20,330  |
| 8     | Bryan Herta       | Andretti Green Racing    | 7    | 20,346  |
| 9     | Scott Dixon       | Chip Ganassi Racing      | 12   | 20,533  |
| 10    | Vitor Meira       | Rahal Letterman Racing   | 9    | 20,393  |
| 11    | Sam Hornish Jr.   | Marlboro Team Penske     | 2    | 20,143  |
| 12    | Alex Barron       | Cheever Racing           | 14   | 20,598  |
| 13    | Tomas Scheckter   | Panther Racing           | 11   | 20,479  |
| 14    | Jaques Lazier     | Patrick Racing           | 16   | 20,679  |
| 15    | A.J. Foyt IV      | A.J. Foyt Enterprises    | 17   | 20,795  |
| 16    | Felipe Giaffone   | Dreyer & Reinbold Racing | 19   | 20,911  |
| 17    | Tora Takagi       | Mo Nunn Racing           | 20   | 20,957  |
| 18    | Townsend Bell     | Panther Racing           | 13   | 20,555  |
| 19    | Scott Sharp       | Kelley Racing            | 21   | 20,980  |
| 20    | Ed Carpenter      | Cheever Racing           | 22   | -       |
| 21    | Kosuke Matsuura   | Fernández Racing         | 18   | 20,856  |
| 22    | Mark Taylor       | Access Motorsports       | 15   | 20,610  |